# کفشدوزک آبی‌فولادی
کفشدوزک آبی‌فولادی (نام علمی: Halmus chalybeus) نام یک گونه از تیره کفش‌دوزک است.